# Österlånggatan

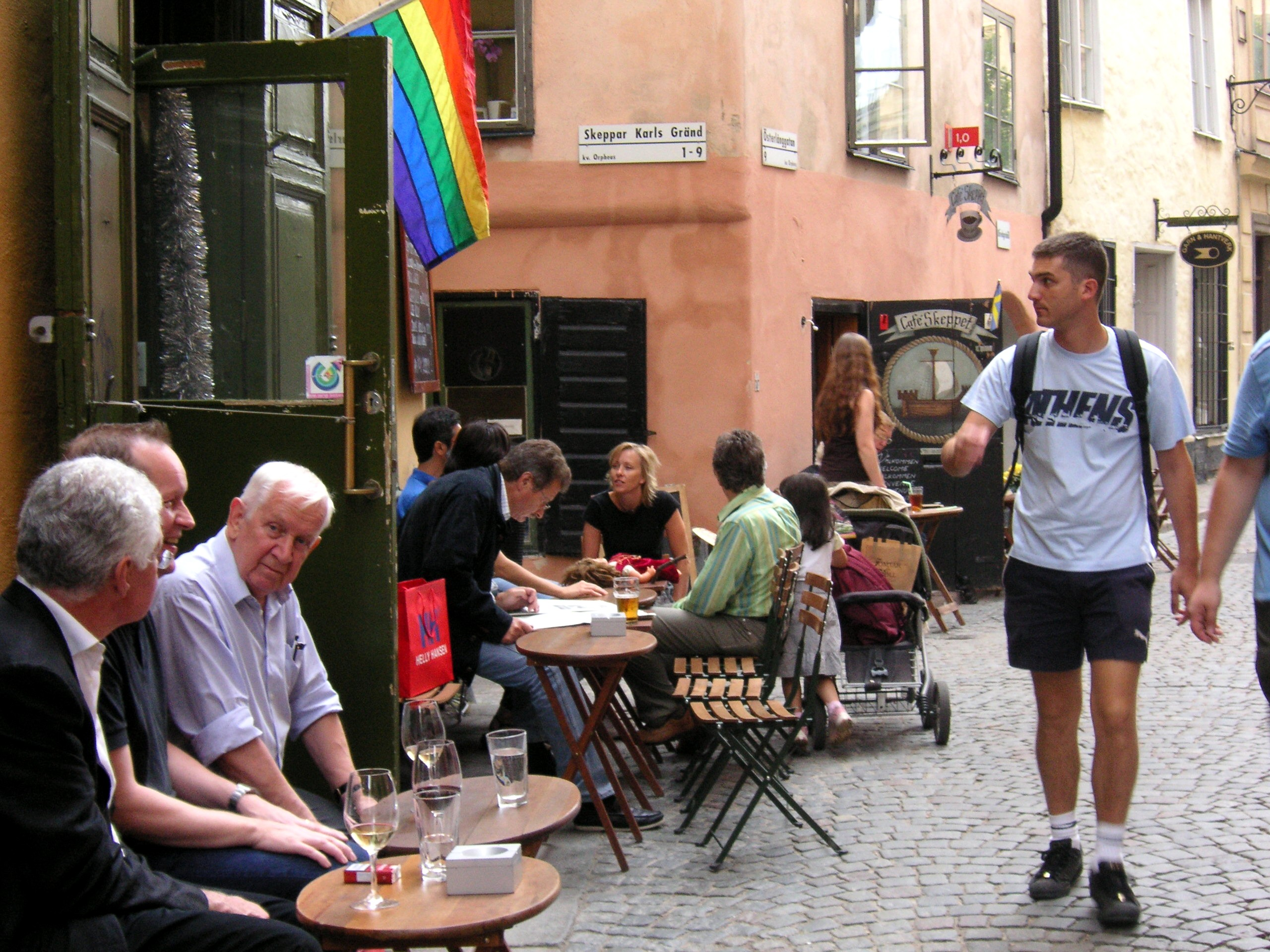
Österlånggatan sommaren 2006.

Österlånggatan ligger i Gamla stan i Stockholm, och sträcker sig i nordsydlig riktning från Slottsbacken till Järntorget, Stockholm.

## Historia

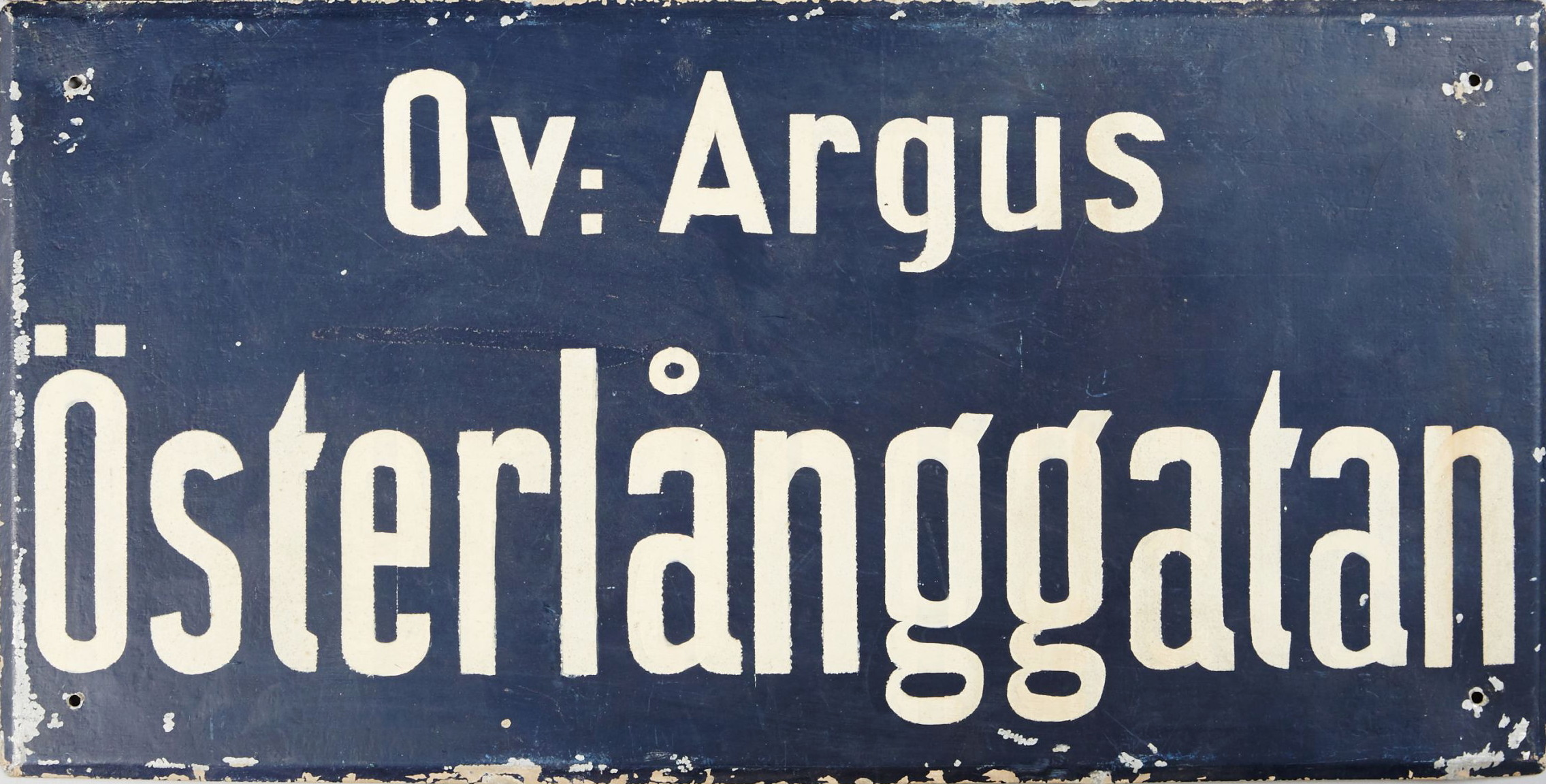
Äldre gatuskylt.

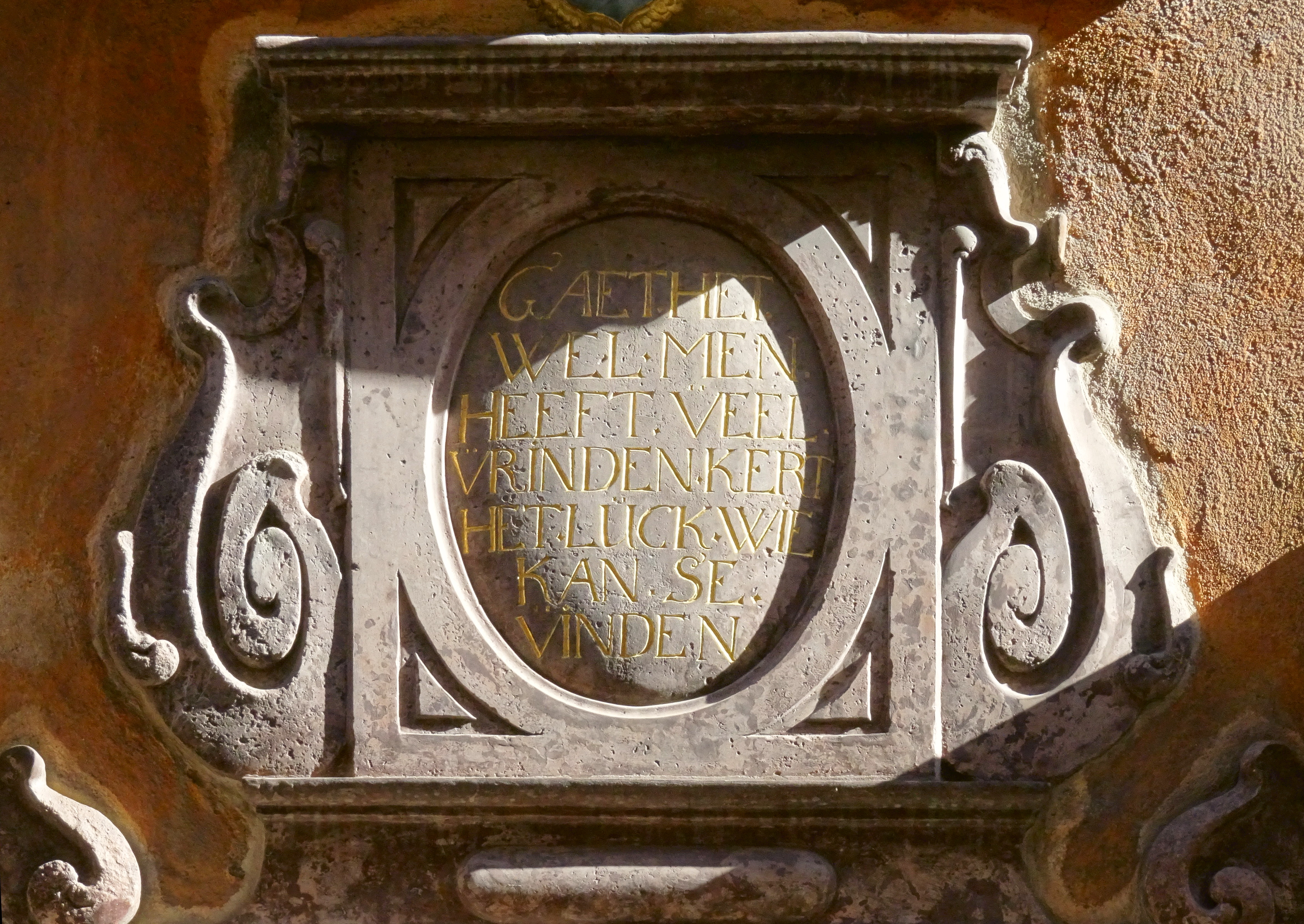
Portalsten, Österlånggatan 37.

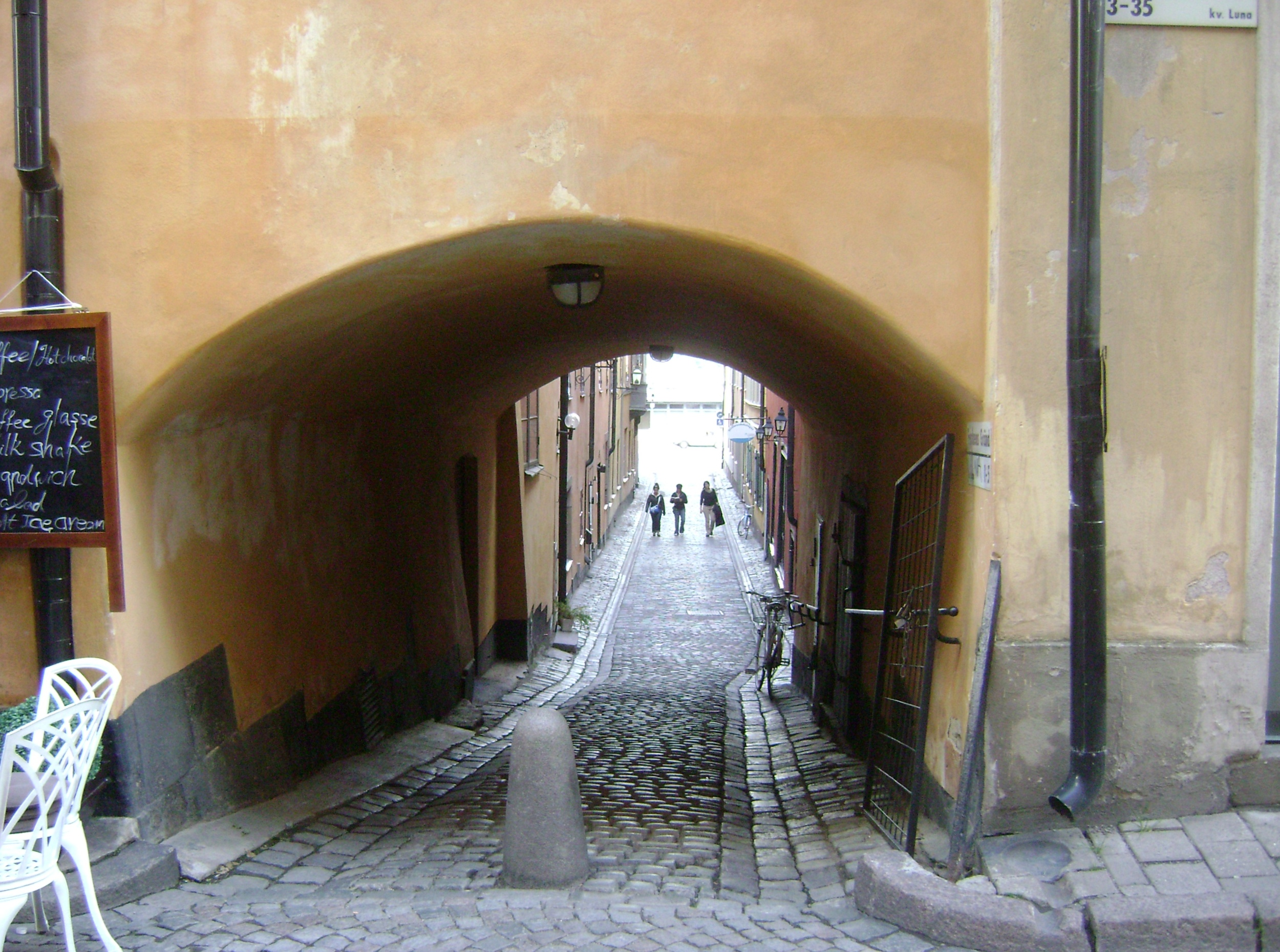
Valv för Ferkens gränd mellan kvarteren Luna och Apollo, 2010.

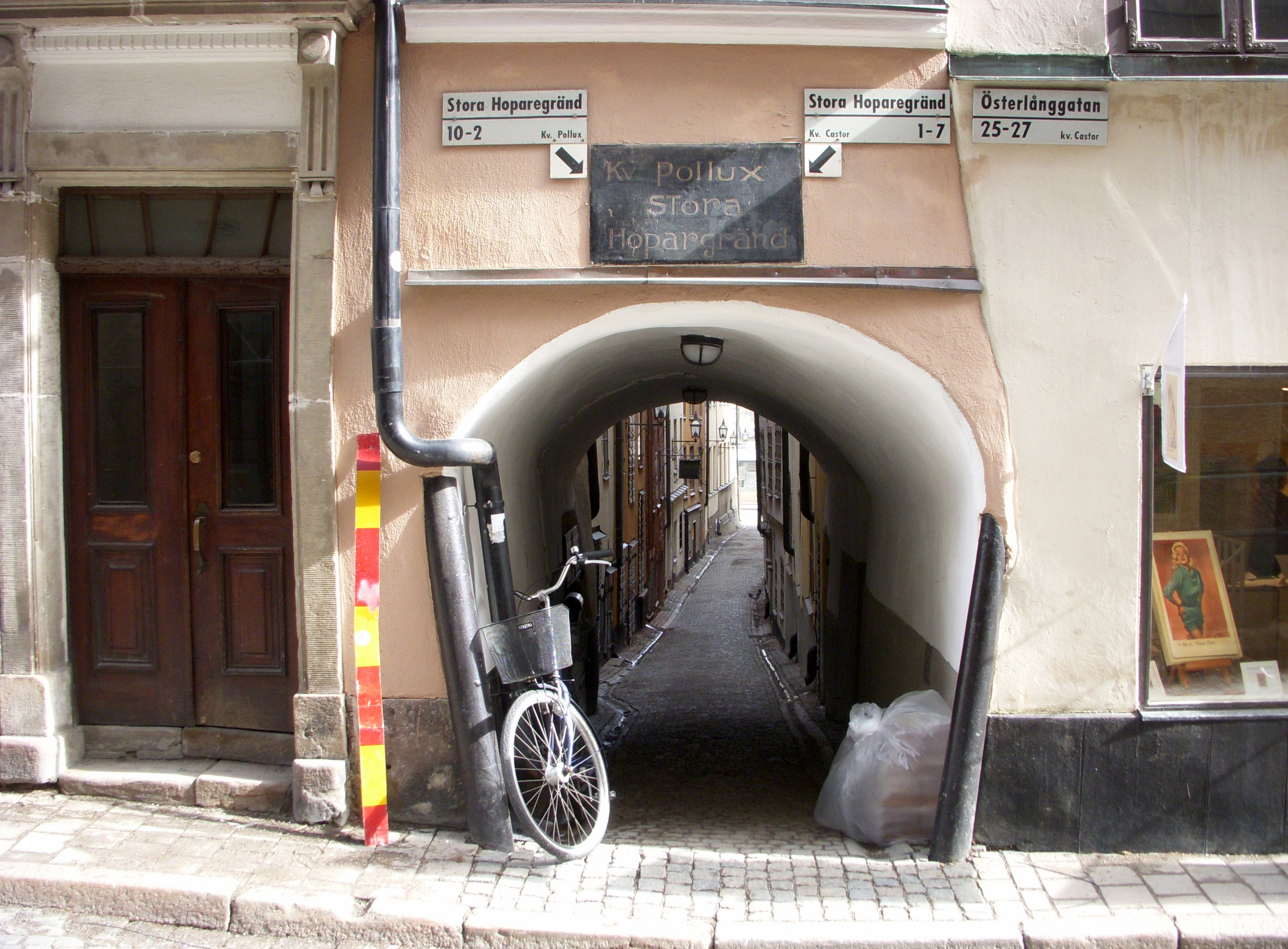
Valv för Stora Hoparegränd mellan kvarteren Castor och Pollux, 2010.

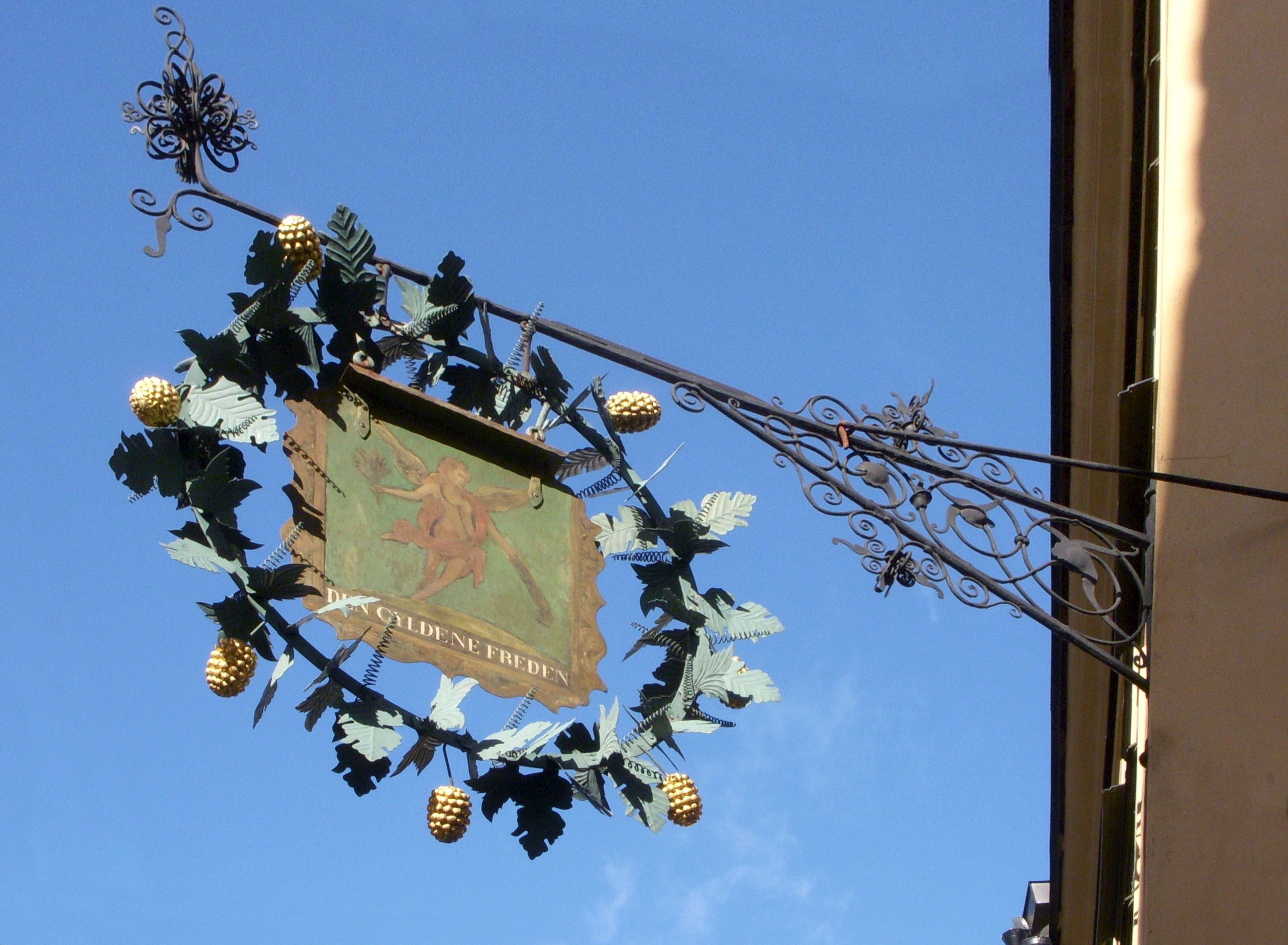
Den gyldene fredens skylt.

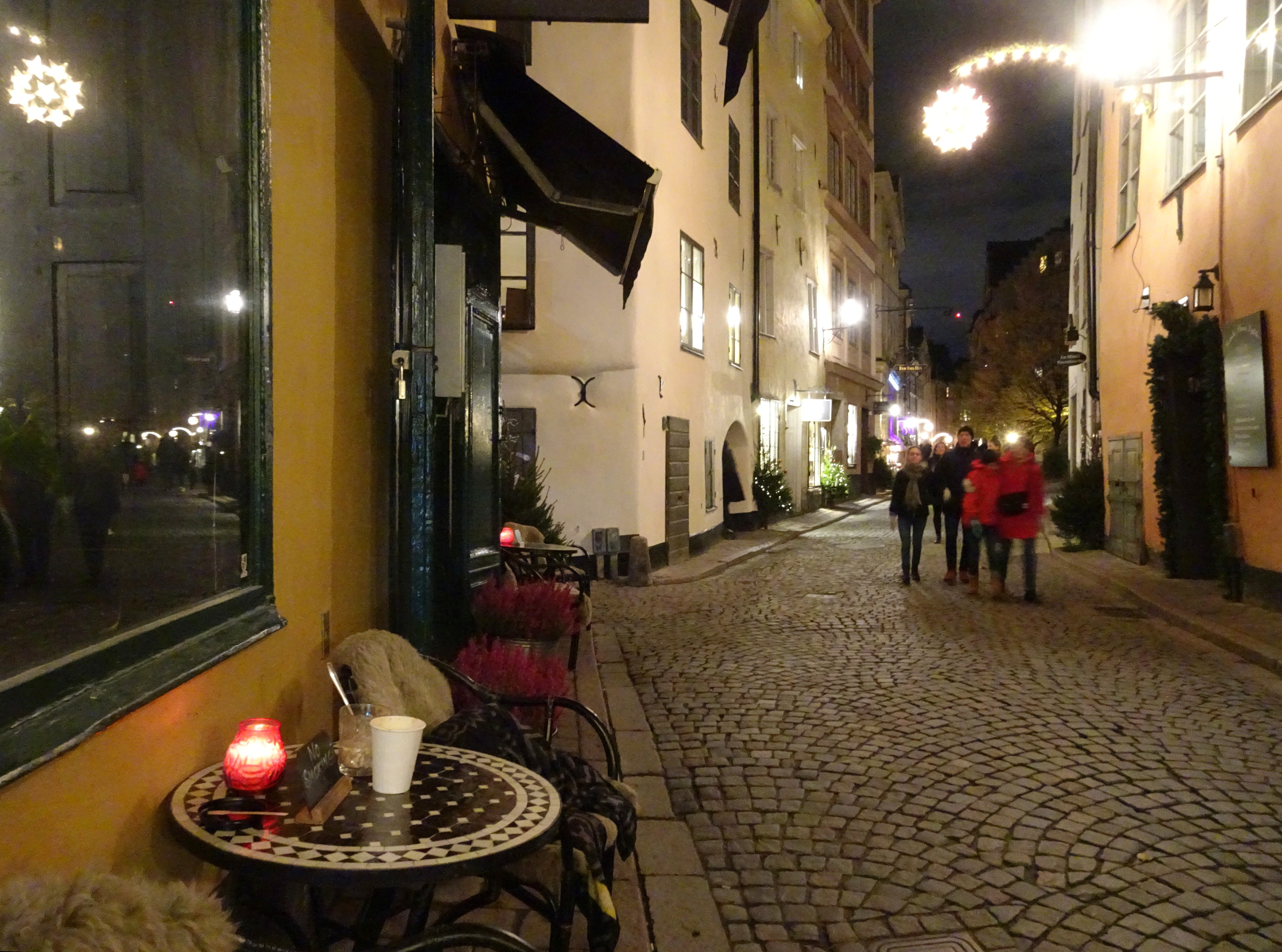
Österlånggatan söderut i julbelysning.

Österlånggatan följde likt Västerlånggatan utanför stadens försvarsmur och var en av Gamla stans huvudgator. Gatan omnämns redan under 1400-talet under namnet Långa gatan. År 1558 används namnet Østra long gatan och 1593 Østralånggatenn.
På 1600-talet anlades Skeppsbron som då blev den ostligaste huvudgatan. Därmed förlorade "Östra långgatan" sin betydelse som huvudgata. Idag spelar Österlånggatan som turistgata en mer undanskymd roll än Västerlånggatan. Här är takten något lugnare och affärerna mindre souvenirbetonade. 
Portalen vid Österlånggatan 37 härrör från 1600-talet och av skapades troligen av stenhuggarmästaren Johan Wendelstam från Tyskland. Över porten finns en inskription med den nederländska texten GAET. HET. WEL. MEN. HEEFT. VEEL. VRINDEN. KERT. HET. LÜCK. WIE. KAN. SE. VINDEN (ungefär: Går det väl, har man många vänner. Vänder lyckan - var då finna dem?). Språket tyder på att beställaren kom från Holland. 
På Österlånggatan 51 finns den klassiska restaurangen Den gyldene freden, grundad 1722 och en av Stockholms äldsta kvarvarande på samma adress.

## Byggnader och verksamheter (urval)
- Före detta Förgyllta Remmaren, Österlånggatan 6
- Före detta Marsyasteatern, Österlånggatan 13
- Österlånggatan 14
- Fem små hus, Österlånggatan 15
- Baggensgatan 27 / Österlånggatan 28
- Före detta Källaren Draken, Österlånggatan 29
- Före detta Källaren Remmaren,  Österlånggatan 34
- Före detta Källaren Stjärnan, Österlånggatan 47
- Den gyldene freden, Österlånggatan 51

## Intressanta kvarter (urval)
Från norr till söder, östra sida
- Kvarteret Bootes, Österlånggatan 3-7
- Kvarteret Orpheus, Österlånggatan 9
- Kvarteret Marsyas, Österlånggatan 11-13
- Kvarteret Python, Österlånggatan 15
- Kvarteret Diana, Österlånggatan 17
- Kvarteret Bacchus, Österlånggatan 19
- Kvarteret Pollux, Österlånggatan 21-23
- Kvarteret Castor, Österlånggatan 25-27
- Kvarteret Apollo, Österlånggatan 29-31
- Kvarteret Luna, Österlånggatan 33-35
- Kvarteret Callisto, Österlånggatan 37
- Kvarteret Glaucus, Österlånggatan 39-41
- Kvarteret Phoebus, Österlånggatan 43-45
- Kvarteret Argus, Österlånggatan 47-51

Från norr till söder, västra sida
- Kvarteret Pegasus, Österlånggatan 2-12
- Kvarteret Perseus, Österlånggatan 14-28
- Kvarteret Medea, Österlånggatan 30
- Kvarteret Venus, Österlånggatan 32
- Kvarteret Trivia, Österlånggatan 34